# 砺波市立庄川小学校
砺波市立庄川小学校（となみしりつ しょうかわしょうがっこう）は、富山県砺波市にある公立小学校。

## 沿革
- 1965年（昭和40年）9月1日 - 庄川町立の4小学校（東山見小学校、青島小学校、雄神小学校、種田小学校）を統合し、庄川町立庄川小学校が発足。旧小学校を教場とする[2]。
- 1968年（昭和43年）
  - 3月26日 - 庄川小学校校舎落成式を挙行[2]。
  - 4月1日 - 開校式[2]。
- 1973年（昭和48年）5月25日 - 同日から7月10日にかけて、25m8コース水深0.9 - 1.2mおよび保育用、低学年用の水深0.5 - 0.8mのプールを建設[3]。
- 1979年（昭和54年）7月 - 校舎増築工事着工[4]。
- 1980年（昭和55年）4月29日 - 校舎増築工事の竣工式（庄川中学校武道場、勤労者体育センターと合同）[4]。
- 2004年（平成16年） - 砺波市と庄川町の合併による（新）砺波市の誕生に伴い、校名を庄川町立庄川小学校から砺波市立庄川小学校へ改称した。
- 2014年（平成26年）6月16日 - 普通教室棟が改築竣工[5]。

## 通学区域
庄川町金屋　庄川町前山　庄川町小牧　庄川町湯谷　庄川町湯山　庄川町横住　庄川町落シ　庄川町隠尾　庄川町名ヶ原　庄川町青島　庄川町示野　庄川町庄　庄川町三谷　庄川町天正　庄川町五ヶ　庄川町古上野　庄川町高儀新　庄川町筏の区域

## 進学先
- 砺波市立庄川中学校

## 著名な出身者
- 高島裕（歌人）